# ويليام ميلر (ملاكم)
ويليام ميلر (بالإنجليزية: William Miller)‏ (16 ديسمبر 1846 بتشيشير في المملكة المتحدة - 11 مارس 1939 ببالتيمور في الولايات المتحدة) هو مبارز بالسيف وملاكم أسترالي.